# Leptobrachium abbotti
Espèce
Synonymes
- Megophrys abbotti Cochran, 1926

Statut de conservation UICN

 LC  : Préoccupation mineure
Leptobrachium abbotti est une espèce d'amphibiens de la famille des Megophryidae.

## Répartition
Cette espèce est endémique de Bornéo. Elle se rencontre :
- en Malaisie orientale dans les États du Sabah et du Sarawak ;
- en Indonésie au Kalimantan ;
- au Brunei.

## Étymologie
Cette espèce est nommée en l'honneur de William Louis Abbott.

## Publication originale
- Cochran, 1926 : A new pelobatid batrachian from Borneo. Journal of the Washington Academy of Sciences, vol. 16, p. 446-447 (texte intégral).